# 刺鳞蓝雪花
刺鳞蓝雪花（学名：Ceratostigma ulicinum），为白花丹科蓝雪花属下的一个植物种。